# Schloss Velké Březno

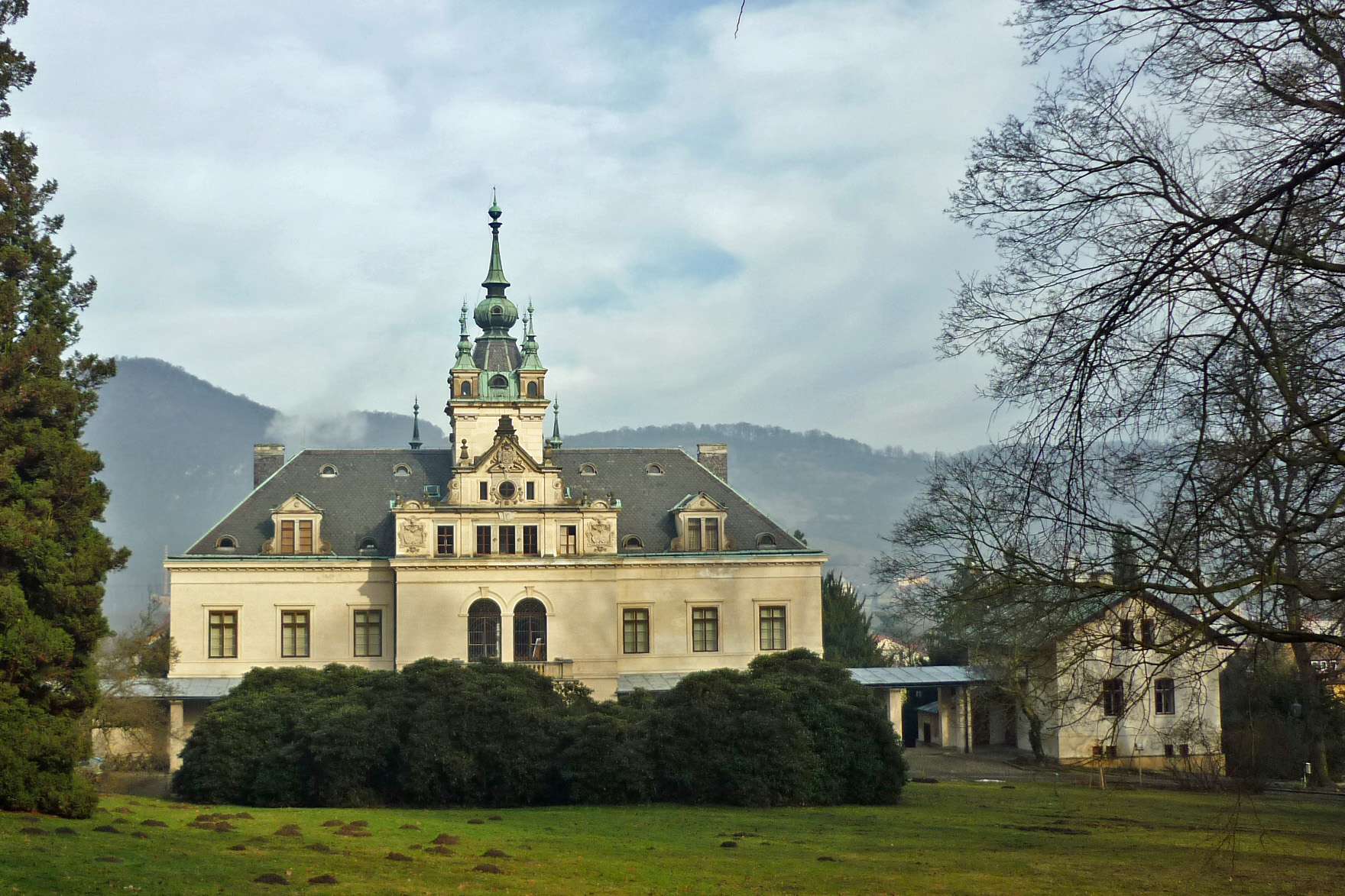
Schloss Großpriesen von der Gartenseite

Das Schloss Velké Březno liegt in Velké Březno (deutsch Großpriesen) im Okres Ústí nad Labem in Tschechien.

## Geschichte
Das Schloss wurde 1842 bis 1854 nach den Plänen des Wiener Architekten Ludwig Förster für den Grafen Karl Chotek von Chotkow und Wognin, den ranghöchsten Verwaltungsbeamten und obersten Burggrafen des Königreichs Böhmen, im Empire-Stil auf einem Bergrücken über dem Elbtal erbaut. Chotek nutzte das vergleichsweise kleine Schloss seit 1843 als Altersruhesitz. Es kam nach seinem Tod im Jahre 1868 an seinen Sohn Graf Karl Chotek von Chotkow (1822–1883), Inhaber der Herrschaften Groß Priesen und Zahorzan, verehelicht mit Olga von Moltke, der den Umbau des Schlosses in Groß Priesen im Neorenaissancestil nach Plänen des Dresdner Architekten E. Fleischer in Auftrag gab. Deren Tochter Adelaide (Ada) Gräfin von Chotek († 1939) übernahm das Erbe, konnte jedoch aus Geldmangel den Ausbau nicht wie geplant fortsetzen. Nur der mittlere Teil des Schlosses wurde im Stil der Neorenaissance umgestaltet. Ada Gräfin von Chotek von Chotkow und Wognin wurde nach dem Ende des Ersten Weltkriegs im Jahre 1919 in einer Bodenreform der Tschechoslowakei enteignet, sie fiel unter das Adelsaufhebungsgesetz und trat als Ordensfrau in ein Kloster ein.
Das alte Schloss mit Mansarddach und Dachreiter-Türmchen liegt in Richtung der Elbaue, wurde längere Zeit als Altersheim genutzt und ist jetzt in Privatbesitz und daher nicht zugänglich.
Velké Březno ist ein typischer kleiner Adelssitz und eines der jüngsten feudalen Bauwerke in Böhmen. Es hat den Zweiten Weltkrieg unzerstört überstanden und ist heute ein Museum. Die mit ihrer Innenausstattung weitgehend erhaltene Anlage zeigt eine Ausstellung über das Leben und Werk des böhmischen Adelsgeschlechts der Chotek von Chotkow und Wognin, deren bekannteste Vertreterin Sophie Chotek von Chotkowa Herzogin von Hohenberg, der morganatischen Ehefrau des 1914 mit ihr ermordeten österreich-ungarischen Erzherzog-Thronfolger Franz Ferdinand von Österreich-Este ist. Zum Schloss gehört ein Landschaftspark mit einem Arboretum aus Edelhölzern.